# 리차드 백스터
리차드 백스터 (Richard Baxter, 1615년 11월 12일 - 1691년 12월 8일)는 영국의 청교도지도자, 시인, 찬송작가, 신학자이며, 논쟁자였다.  14살에 회심하였으며, 키더민스터에서 13년동안 사역을 하였으며, 그의 사역은 그 도시의 많은 영혼을 주님께 인도하였다. 1662년에 2000명의 동료 목회자들과 함께 공동기도서를 읽지 않는다는 이유로 퇴출되었다. 그 이후 런던에서 그가 생을 마칠 때까지(1691년) 저술활동과 설교사역을 하였다.
그의 칭의론과 성화론은 칼뱅신학내에서 다소 논쟁이 있다. 그 이유는 회개와 믿음의 필요성을 강조하다보니 믿음에 의한 구원을 약화시키는 경향이 다소 보이기 때문이다. 보편구원론을 지지하고 제한속죄론을 거부하였다.

## 주된 가르침

### 직업관[2]
기독교인들이 가져야 할 직업윤리에 대한 가르침이다.

#### 첫째, 부르심이 있어야 한다.
목회자가 세속적인 직업을 할 수 있지만 은둔생활은 하지 말아야 한다. 세속적인 직업에 대하여는 부자도 게으르지 않고 부르심에 맞도록 열심히 일을 해야 한다.

#### 둘째. 그 부르심에 대해 주의깊게 선택해야 한다.
직업의 종류에 따라 합법적으로 공공에 이익이 더 많이 되는 경우에 우선권을 두어야 한다. 학교 교사, 공장근로자등이 마약 딜러, 술집의 종업원보다 우선되어야 한다.

#### 세째. 그 부르심에 따라 열심히 일해야 한다.
게으름은 어떤 큰 죄악처럼 동일시 해야 한다. 안식일 외에 6일동안은 이마에 땀을 흘리면서 일해야 한다. 그는 시간을 낭비하는 모든 행위는 도적에 해당되며, 심판의 대상이 된다고 하였다.

#### 직업의 세가지 종류
16세기의 청교도들의 가르침은 주로 하늘의 시민권에 대한 설교이므로 이 땅에서의 삶에 대해서는 별로 관심이 없었다. 하지만 그는 크게 현실주의자로 구체적인 삶의 지침을 마련하였다. 다음의 크게 세가지로 직업을 분류하였다.
1. 토지소유자: 높은 임대료를 받지 말것, 고임대료의 원인이 되는 사치생활을 금할 것, 임대료를 낮출 것.
2. 종업원이나, 근로자: 쉽고 편한직업이나 높은 급료를 받지 말것. 하나님을 기쁘게 하는 삶과 영혼을 구하는 데 신경쓸 것. 주인을 잘 섬길 것. 불평을 하지말고, 정직할 것.
3. 상인: 매매와 계약은 신앙과 정의의 기준으로 할 것. 이웃을 사랑하고 자신사랑하기를 멈출 것. 상업적인 행위는 모두 하나님의 율법에 지배를 받을 것.

### 재물관
백스터는 "부자가 되려는 마음'을 반대하였다. 그것에는 "성적인 욕망(sensuality), 과식, 스포츠와 레크리에이션에 광적인 상태"를 포함한다. 또한 방탕(prodigality) 과 지독한 낭비를 경계할 뿐만 아니라, 배를 과도하게 채우는 것 혹은 고기와 술에 돈을 쓰는 것, 필요없는 비싼 여행과 엔터테인먼트, 불필요하고 과도한 건물구입을 금하였다.

## 신학

### 신율법주의적 칭의론
백스터에 의하면 죄인이 의롭게 되기 위해서는 두가지의 의가 필요로 한다. 첫째는 새로운 법인 예수 그리스도의 복음이고, 둘째는 죄인의 믿음과 회개이다. 대니엘 윌리엄스는 그의 가르침을 따르며, 비판적인 태도를 보인 자는 아이작 촌시였다. 촌시는 백스터의 칭의론은 신율법주의였다. 그 이유는 칭의가 이루어지기 위해서 새로운 조건 즉, 믿음과 회개가 필요하기 때문이었다.
그는 그리스도의 능동적 순종에 반대하였는 데, 이런 주장을 한 데이빗 파레우스, 요한 피스카토르를 변호하였다.

## 유명한 경귀
- 가장 종교적(신앙심이 깊은)인 사람들은 가장 진실되고 고귀하게 이성적이다.
- 무지는 네가 가진 질병이다. 지식은 네가 가진 치료제이다.

## 저서
- Christian Directory - 사회, 가정사역 전반의 가르침.
- 칭의에 관한 격언들(Aphorisms of Justification) (1649):
- Treatise of Justifying Righteousness
- Poor Man's Family Book

### 번역된 저서
- 기독교 생활 지침 3 : 가정 윤리 - 청교도 대작 시리즈 (박홍규 옮김, 부흥과개혁사, 2019) 보관됨 2020-07-03 - 웨이백 머신